# 28719 Sahoolahan
28719 Sahoolahan è un asteroide della fascia principale. Scoperto nel 2000, presenta un'orbita caratterizzata da un semiasse maggiore pari a 2,3881755 UA e da un'eccentricità di 0,1268809, inclinata di 2,13316° rispetto all'eclittica.